# Antalya (tartomány)
Antalya Törökország egyik tartománya, az ország déli részén, a Földközi-tenger partján. Nyugaton Mersin és Karaman, északon  Burdur, Isparta és Konya, keleten Muğla határolja. Területe 20 723 km², Törökország területének 2,6%-a. Határán húzódik a Toros-hegység, mely a terület 77,8%-át foglalja el. Székhelye Antalya 714 000-es lakossal. A területen sok ókori görög város romja található; a tartománynak három nemzeti parkja is  van. 630 km hosszú tengerpartja miatt fontos turistacélpont.

## Körzetei

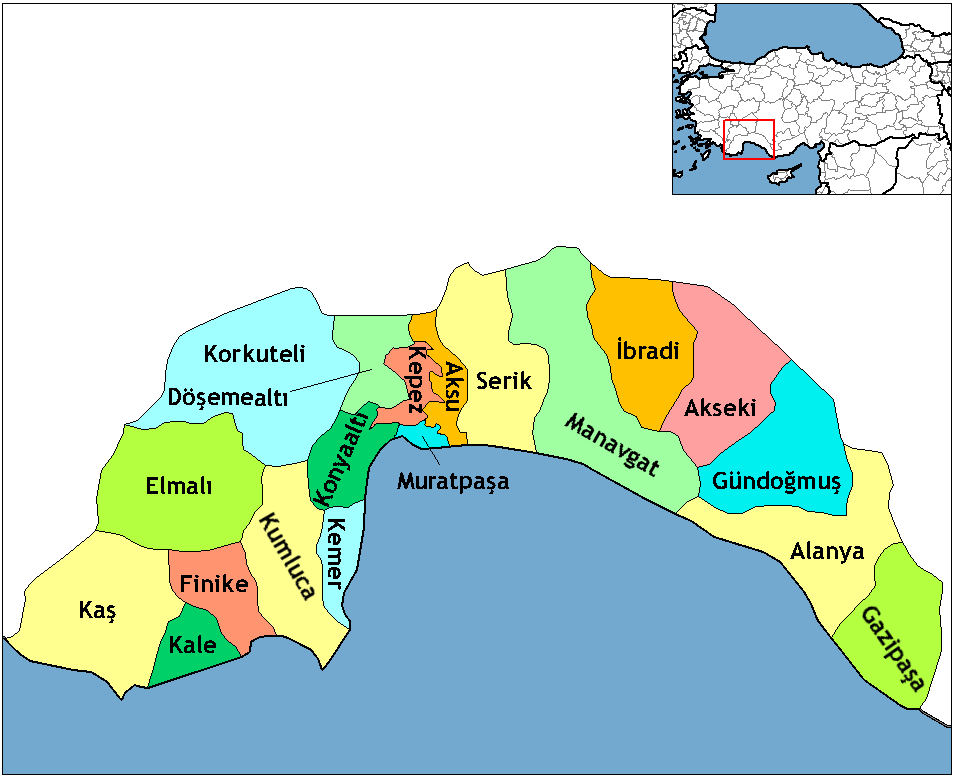
Antalya tartomány körzetei

A tartománynak 19 körzete van:
- Akseki
- Aksu
- Antalya
- Alanya
- Döşemealtı
- Elmalı
- Finike
- Gazipaşa
- Gündoğmuş
- İbradı
- Kepez
- Kale
- Kaş
- Kemer
- Konyaaltı
- Korkuteli
- Kumluca
- Manavgat
- Muratpaşa
- Serik

## Történelem
Antalya tartomány területén több, egykor a Római Birodalomhoz tartozó tartomány is megtalálható,  a leghíresebbek: Lycia nyugaton, Pamphylia keleten és Pisidia északon. Lükia a római hódítás előtt önálló királyság volt, demokratikus alkotmánya inspirálta később az Amerikai Egyesült Államok alkotmányát.

## Fontosabb városok
A tartomány fontosabb városai: Antalya, Akseki, Alanya, Elmalı, Finike, Gazipaşa, Gündoğmuş, İbradi, Kale, Kaş, Kemer, Korkuteli, Kumluca, Manavgat, Side és Serik.

## Képek

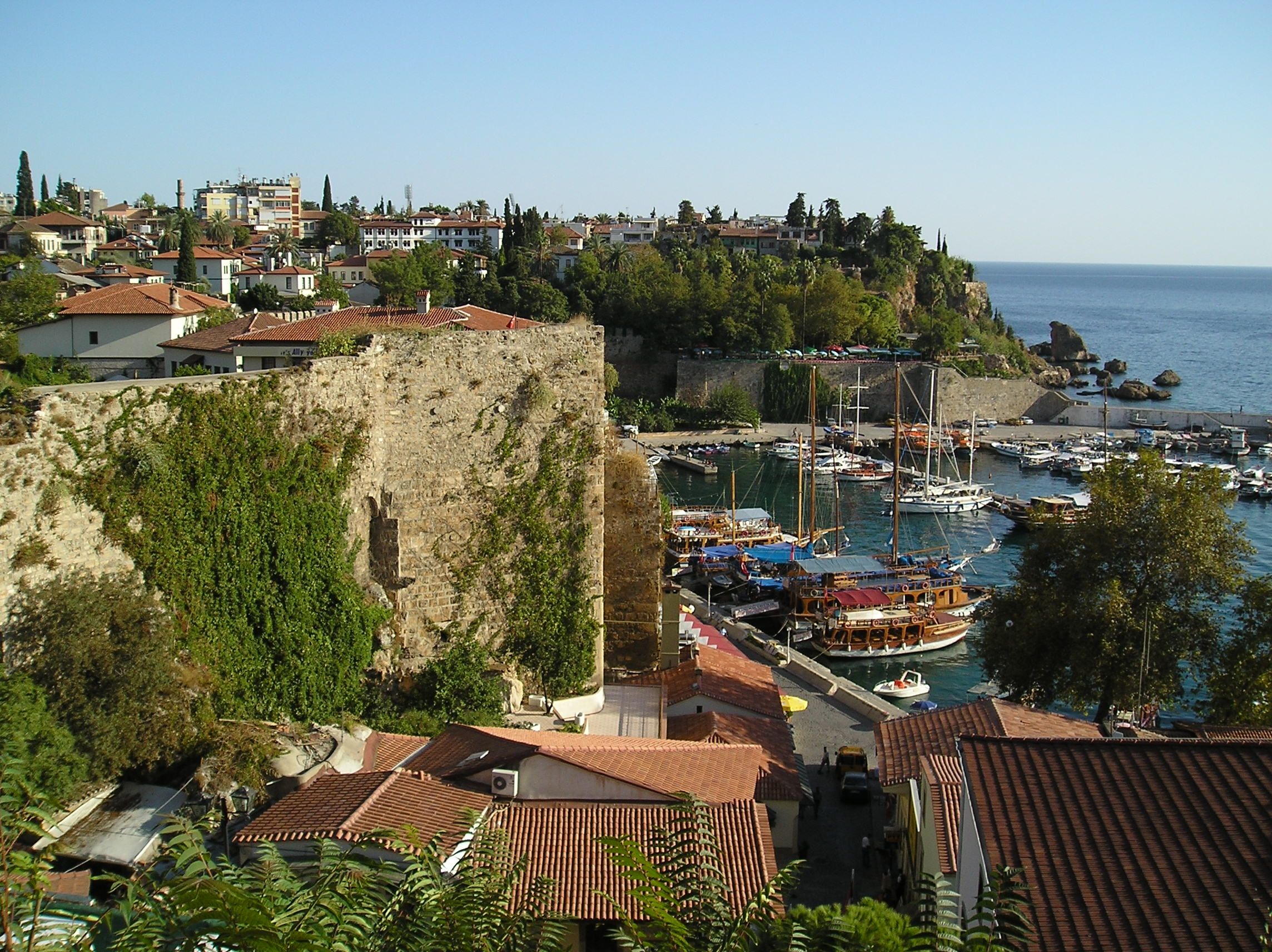
Antalya kikötője